# Trocheïsche tetrameter
In de Nederlands poëzie is de trocheïsche tetrameter een metrum met regels die bestaan uit vier trocheïsche jambes. Een troche is een jambe met de nadruk op de eerste lettergreep: DA-dum ({\displaystyle \smile -}).
DA-dum, DA-dum, Da-dum, DA-dum is een trocheïsche jambe. Bij voorbeeld: Deze ruitensproeiervloeistof is de beste. 
De etymologie van trocheïsch is afgeleid van het Griekse trokhaios, een rennende voet. 
Het woord trochee is zelf geen trochee; het is een jambe.